# Calolydella geminata
Calolydella geminata är en tvåvingeart som beskrevs av Townsend 1927. Calolydella geminata ingår i släktet Calolydella och familjen parasitflugor. Inga underarter finns listade.